# Las aventuras de Dios
Las aventuras de Dios es una película argentina dramática-surrealista de 2002 escrita y dirigida por Eliseo Subiela y protagonizada por Pasta Dioguardi, Flor Sabatella, Daniel Freire, María Concepción César y Lorenzo Quinteros. Fue estrenada el 26 de septiembre de 2002.

## Sinopsis
Cuenta la historia de un hombre y una mujer atrapados dentro de lo que parece ser un sueño que transcurre en los laberínticos pasillos y misteriosos cuartos de un gran hotel de los años 30, frente al mar.

## Reparto
- Pasta Dioguardi como Protagonista
- Flor Sabatella como Valeri
- Daniel Freire como Jesus Christ
- Lorenzo Quinteros
- María Concepción César
- José María Gutiérrez
- Walter Balzarini
- Enrique Blugerman
- Mariana Arias como Huésped #1
- Victoria Bertone como Huésped 2
- Ana María Giunta como Huésped 4
- Jorge Lira como Hombre Boquilla
- Lalo Mir como Huésped 3
- Pino Paperella como Sr. Petersen
- Carmen Renard como Madre en Bolsa
- Sandra Sandrini como Esposa